# Coulaines
Coulaines est une commune française périphérique du Mans, située dans le département de la Sarthe en région Pays de la Loire, peuplée de 8 049 habitants.
Coulaines est une ville au label « 4 fleurs » du concours des villes et villages fleuris, distinguée en 2021 de la « fleur d'or » et élue en 2019 « Ville la plus sportive des Pays de la Loire » (catégorie « Communes entre 4 000 et 8 000 habitants »).
La ville de Coulaines est classée parmi les 100 communes les plus pauvres de France.
La commune fait partie de la province historique du Maine, et se situe dans le Haut-Maine (Maine roux).

## Géographie
Située entre ville et campagne, au nord du Mans, la ville se tient sur la rive gauche de la Sarthe.
Son territoire se divise en deux parties sensiblement égales : une zone urbanisée au sud et une zone rurale au nord.
| Neuville-sur-Sarthe | Neuville-sur-Sarthe | Sargé-lès-le-Mans |
| Saint-Pavace        | Coulaines           | Sargé-lès-le-Mans |
| Le Mans             | Le Mans             | Le Mans           |

### Climat
Pour des articles plus généraux, voir Climat des Pays de la Loire et Climat de la Sarthe.
En 2010, le climat de la commune est de type climat océanique dégradé des plaines du Centre et du Nord, selon une étude du CNRS s'appuyant sur une série de données couvrant la période 1971-2000. En 2020, Météo-France publie une typologie des climats de la France métropolitaine dans laquelle la commune est dans une zone de transition entre le climat océanique et le climat océanique altéré et est dans la région climatique  Moyenne vallée de la Loire, caractérisée par une bonne insolation (1 850 h/an) et un été peu pluvieux. 
Pour la période 1971-2000, la température annuelle moyenne est de 11,2 °C, avec une amplitude thermique annuelle de 14,3 °C. Le cumul annuel moyen de précipitations est de 720 mm, avec 11,6 jours de précipitations en janvier et 7,1 jours en juillet. Pour la période 1991-2020, la température moyenne annuelle observée sur la station météorologique de Météo-France la plus proche, sur la commune du Mans à 3 km à vol d'oiseau, est de 12,4 °C et le cumul annuel moyen de précipitations est de 693,4 mm,. Pour l'avenir, les paramètres climatiques de la commune estimés pour 2050 selon différents scénarios d'émission de gaz à effet de serre sont consultables sur un site dédié publié par Météo-France en novembre 2022.
| Mois                                  | jan.             | fév.           | mars           | avril           | mai             | juin           | jui.           | août           | sep.            | oct.            | nov.           | déc.           | année     |
| ------------------------------------- | ---------------- | -------------- | -------------- | --------------- | --------------- | -------------- | -------------- | -------------- | --------------- | --------------- | -------------- | -------------- | --------- |
| Température minimale moyenne (°C)     | 2,7              | 2,2            | 4              | 6               | 9,7             | 12,9           | 14,6           | 14,3           | 11,2            | 8,8             | 5,2            | 2,9            | 7,9       |
| Température moyenne (°C)              | 5,5              | 5,9            | 8,7            | 11,3            | 14,9            | 18,2           | 20,3           | 20,1           | 16,7            | 13              | 8,6            | 5,9            | 12,4      |
| Température maximale moyenne (°C)     | 8,4              | 9,7            | 13,3           | 16,6            | 20,1            | 23,6           | 26             | 26             | 22,2            | 17,2            | 11,9           | 8,8            | 17        |
| Record de froid (°C) date du record   | −18,2 17.01.1987 | −17 15.02.1956 | −11,3 01.03.05 | −4,9 07.04.1956 | −3,7 07.05.1957 | 1,6 04.06.1975 | 3,9 08.07.1954 | 3,2 15.08.1956 | −0,5 21.09.1952 | −5,4 29.10.1947 | −12 23.11.1956 | −21 29.12.1964 | −21 1964  |
| Record de chaleur (°C) date du record | 17,2 27.01.03    | 21,8 27.02.19  | 25,6 31.03.21  | 30,3 17.04.1945 | 32,4 27.05.05   | 39,7 18.06.22  | 41,1 25.07.19  | 40,5 06.08.03  | 35 14.09.20     | 30,1 02.10.23   | 22,2 01.11.15  | 18,3 07.12.00  | 41,1 2019 |
| Ensoleillement (h)                    | 65               | 936            | 1 392          | 180             | 2 066           | 2 207          | 2 329          | 2 261          | 1 852           | 1 178           | 75             | 665            | 18 085    |
| Précipitations (mm)                   | 65,9             | 49,1           | 52,2           | 51,1            | 63,2            | 55,1           | 49,4           | 49             | 50,8            | 65,5            | 67,1           | 75             | 693,4     |

## Urbanisme

### Typologie
Au 1er janvier 2024, Coulaines est catégorisée grand centre urbain, selon la nouvelle grille communale de densité à sept niveaux définie par l'Insee en 2022.
Elle appartient à l'unité urbaine du Mans, une agglomération intra-départementale regroupant 19  communes, dont elle est une commune de la banlieue,,. Par ailleurs la commune fait partie de l'aire d'attraction du Mans, dont elle est une commune du pôle principal,. Cette aire, qui regroupe 144 communes, est catégorisée dans les aires de 200 000 à moins de 700 000 habitants,.

### Occupation des sols
L'occupation des sols de la commune, telle qu'elle ressort de la base de données européenne d’occupation biophysique des sols Corine Land Cover (CLC), est marquée par l'importance des territoires artificialisés (51,7 % en 2018), en augmentation par rapport à 1990 (35,8 %). La répartition détaillée en 2018 est la suivante : 
zones urbanisées (41 %), prairies (18,7 %), zones agricoles hétérogènes (16,1 %), terres arables (11,2 %), zones industrielles ou commerciales et réseaux de communication (10,7 %), forêts (2,4 %). L'évolution de l’occupation des sols de la commune et de ses infrastructures peut être observée sur les différentes représentations cartographiques du territoire : la carte de Cassini (XVIIIe siècle), la carte d'état-major (1820-1866) et les cartes ou photos aériennes de l'IGN pour la période actuelle (1950 à aujourd'hui).

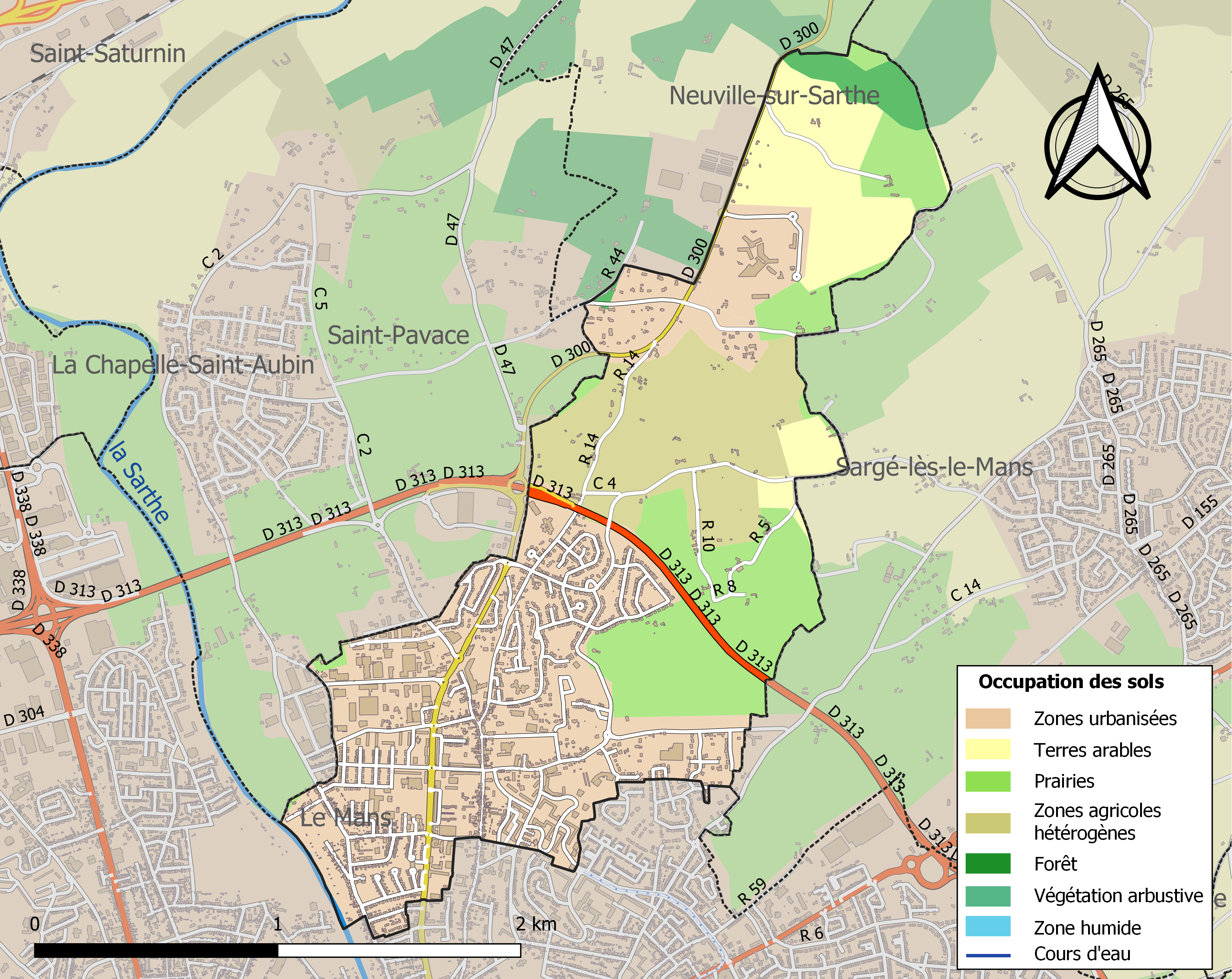
Carte des infrastructures et de l'occupation des sols de la commune en 2018 (CLC).

### Grandes constructions
Le plus haut bâtiment de l'agglomération est une tour HLM de dix-huit étages nommée Programme no 154 ou Tour de Coulaines ou Tour des Sables, culminant à 61 mètres. Il s'agit de la plus haute tour d'habitation urbaine de la région après le Sillon de Bretagne dans la banlieue de Nantes, culminant à 95 mètres de hauteur sur trente étages.
Le 9 janvier 2010, un nouvel établissement pénitentiaire, le centre pénitentiaire du Mans-Les-Croisettes (nommé maison d'arrêt du Mans-Les-Croisettes à son ouverture), accueille 170 détenus venant d'Alençon et du Mans. Inaugurée le 21 novembre 2009 par François Fillon, Premier ministre et par Michèle Alliot-Marie, ministre de la Justice, elle peut accueillir, depuis août 2010, 400 détenus.

### Bus Setram
- Ligne  4 : Bellevue-Hauts de Coulaines ↔ Saint-Georges / Saint-Joseph
- Ligne  11 : Closerie ↔ Le Cadran / La Chapelle-Saint-Aubin
- Ligne  15 : Le Verger ↔ Guetteloup
- Ligne  30 : Les Croisettes ↔ Gare Sud
- Ligne  31 : Jacobins ↔ EHPAD 3 Vallées

### Divers

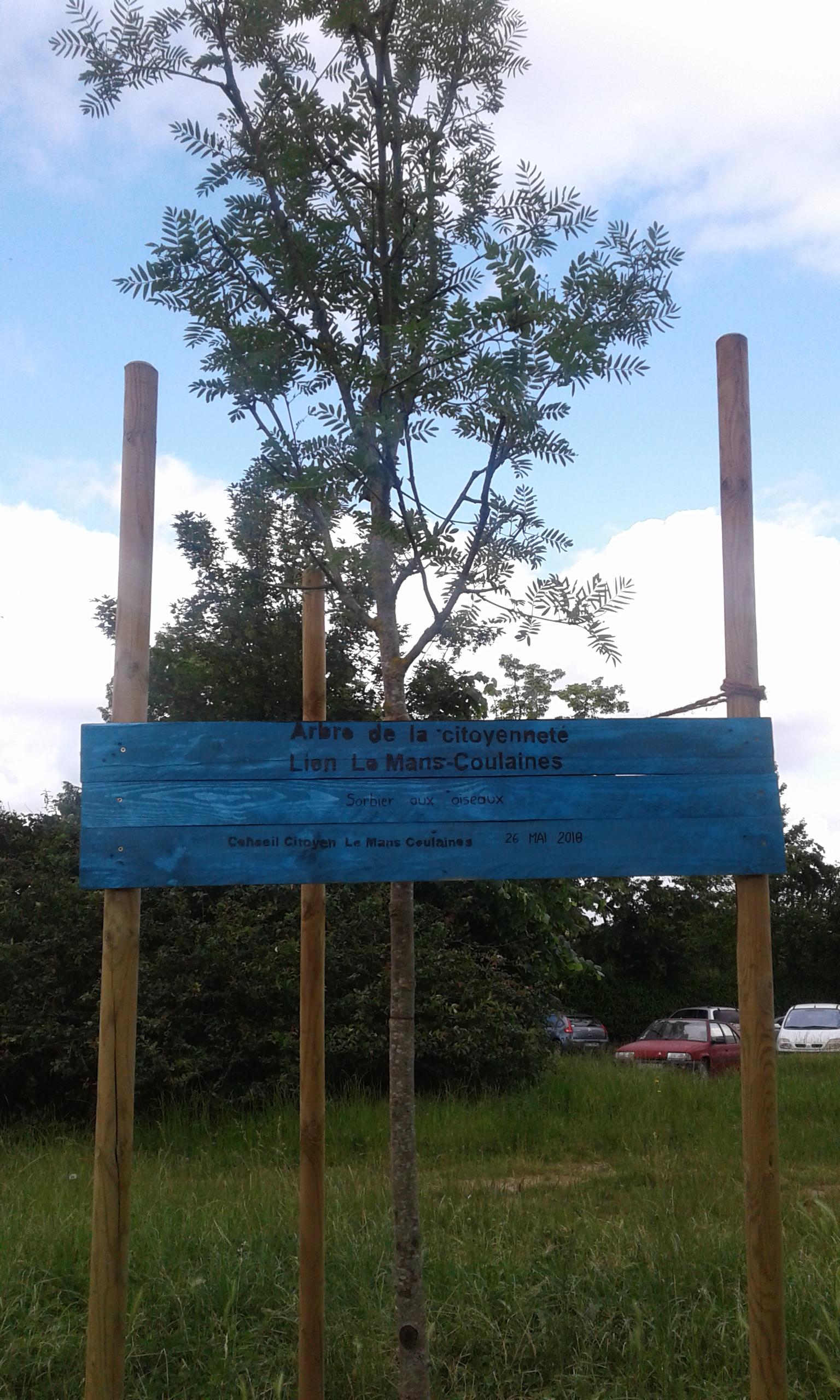
L'arbre de la citoyenneté, entre le quartier de Bellevue et Coulaines.

- Le Centre opérationnel départemental d'incendie et de secours (Codis) de la Sarthe, ainsi que le Centre de traitement des appels du 18 (CTA) est situé sur la commune de Coulaines, boulevard Saint-Michel.
- À l'entrée de la ville, sur le boulevard Saint-Michel, à proximité de la caserne de pompier, se trouve le bâtiment ayant accueilli l'école normale de la Sarthe jusqu'en juin 2010. À l'origine, cet établissement formait des institutrices, puis instituteurs et institutrices et enfin, des professeurs des écoles. Sur le site a été édifiée la Maison départementale des Sports accueillant de nombreuses instances sportives.
- En 2016 est créé un conseil citoyen pour permettre aux habitants de participer au développement du « vivre ensemble » et répondre aux orientations de la politique de la ville. Il a la particularité d'être à cheval sur la limite avec le quartier Bellevue de la ville du Mans. Le 26 mai 2018, lors de la première journée citoyenne organisée par la ville, le conseil plante un arbre de la citoyenneté au 22 rue de Londres, marquant la limite séparative du quartier de Bellevue et de Coulaines.
- La fibre optique arrive dans les premiers foyers à Coulaines à partir de janvier 2016[20].

## Toponymie
Le nom de la localité est attesté sous la forme Coloniae au IXe siècle. Le latin colonia désignait une terre où un colon était installé. Aux temps féodaux, le terme fut repris pour désigner la terre d'un fermier libre.
Le gentilé est Coulainais (anciennement Coulainois).

## Histoire
En novembre 843, Charles le Chauve convoque l’assemblée politique sur les terres de Coulaines. Il promet de préserver les biens ecclésiastiques et admet la loi des puissants, mais demande que l’épiscopat et les laïcs s’engagent à maintenir l’ordre, la justice et la paix, modifiant ainsi le droit royal, notamment entre le roi et l’aristocratie. Certains historiens[Lesquels ?] voient dans cet accord la fin de la fonction publique telle qu’elle a été héritée du Bas-Empire romain. C’est, de plus, la partition définitive des trois royaumes francs hérités des Mérovingiens : la Neustrie, l’Austrasie et la Burgondie. Charles II hérite de la Francia Occidentalis, ce qui deviendra plus tard la France telle que nous la connaissons. Il signe alors le capitulaire de Coulaines,.
À la fin du XIe siècle (vers 1099), une trentaine d'années après son père Guillaume le Conquérant, Guillaume le Roux s'installe à Coulaines et sur la motte et le mont Barbet pour se réapproprier Le Mans maintes fois repris au prix de nombreux incendies tant en la cité mancelle que dans les campagnes avoisinantes dont Coulaines dut subir le sort.
En 1845, Louis-Philippe Ier prononce le rattachement d'une partie de la paroisse de Saint-Ouen du Mans à la commune de Coulaines.

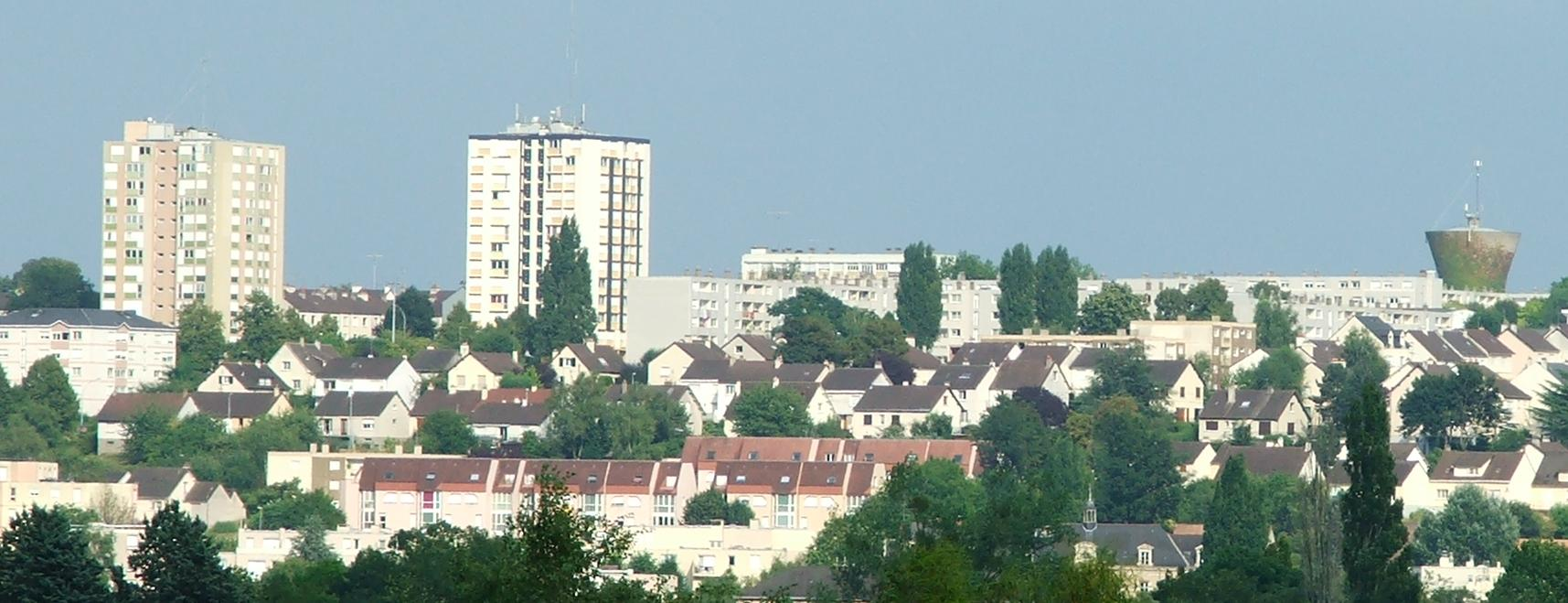
Quartier Bellevue.

Coulaines connait son développement à partir de 1961, faisant passer la commune de 1 400 habitants à plus de 7 000 dans la décennie. Un vaste programme de construction de logements doit répondre aux besoins démographiques. Le quartier Bellevue est classé en zone urbaine sensible (ZUS) depuis 1996, devenu un quartier prioritaire en 2015 et une zone de sécurité prioritaire (ZSP) en 2012.
En 2010 est lancé un projet de rénovation urbaine ANRU envisageant de "redessiner" la ville. Il sera étendu en 2015 avec pour objectif la réalisation de nombreux logements entre l'église et la place de l'Europe.

## Politique et administration

### Liste des maires
| Période                                  | Période      | Identité                    | Étiquette      | Qualité |
| ---------------------------------------- | ------------ | --------------------------- | -------------- | --- |
| 1884                                     | 1910         | Auguste Gouault             |                | |
| 1910                                     | 1919         | François Busson             |                | |
| 1919                                     | 1932         | Georges Gouault             |                | |
| 1932                                     | 1932 (décès) | Georges Fousset             |                | |
| 1932                                     | 1945         | Gustave Cachier             |                | |
| 1945                                     | 1949         | Louis Greffier              |                | |
| 1949                                     | mars 1959    | Évariste Beaufay            |                | |
| mars 1959                                | mars 2001    | Georges Bollengier-Stragier | RI puis UDF-PR | Médecin généraliste, député de la Sarthe (1986 → 1988, élu au scrutin proportionnel), conseiller général du canton du Mans-Nord-Campagne (1967 → 1998) |
| mars 2001                                | En cours     | Christophe Rouillon         | PS             | Juriste de l'administration des finances, conseiller général du canton du Mans-Nord-Campagne (1998 → 2015), conseiller départemental du canton du Mans-4 (2015 → ), 2e vice-président de la communauté urbaine Le Mans Métropole, vice-président de l’Association des maires de France et membre du Comité des régions et des villes de l’Union européenne. |
| Les données manquantes sont à compléter. |              |                             |                | |

### Labels
- Ville fleurie (quatre fleurs) depuis 2001[32] et ville « fleur d'or » en 2021[33] au concours des villes et villages fleuris.
- Ville la plus sportive des Pays de la Loire en 2019, pour la troisième fois, par le Comité régional olympique et sportif des Pays de la Loire[34].
- Restaurants collectifs adhérents à la charte qualité-proximité (deux fleurs)[35].
- Ville et Villages où il fait bon vivre[36],[37]
- Ville prudente depuis décembre 2021[38],[39]
- Ville européenne[40],[41]

### Jumelages

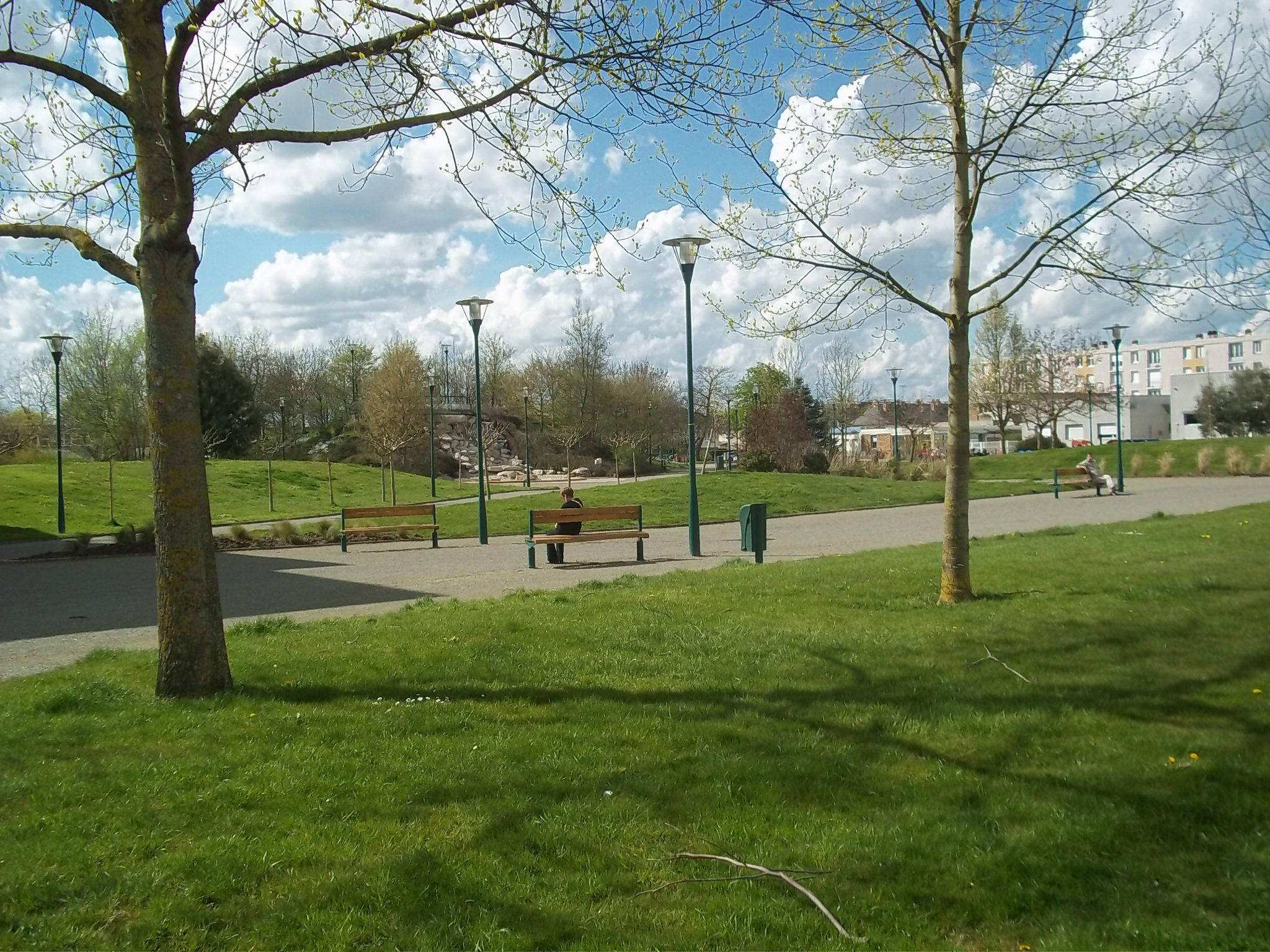
Parc François Mitterrand

- Weyhe (Allemagne) depuis 1972[42],[43].
- Madona (Lettonie) depuis 1991[43].
- Kitty Hawk (États-Unis) depuis 2005[43].
- Kouré (Niger) depuis 2008[43].Parc François Mitterrand

## Équipements et services publics

### Enseignement
Écoles maternelles et primaires :
- Pôle d'excellence éducative Albert-Camus ouvert en septembre 2013. Il accueillait 362 élèves en 2020, répartis sur 15 classes, dont 151 élèves en classe de maternelle, et 211 élèves en classe de primaire[44];
- école Georges-Braques, accueillant 176 élèves en 2020[45] ;
- école Molière (SIVOS avec la ville du Mans) ancienne école annexe de l'IUFM de la Sarthe. En 2020, l'école accueillait 177 élèves répartis sur 8 classes, dont 58 élèves en classe de maternelle, et 110 élèves en classe de primaire[46].

Collège :
- Collège Jean-Cocteau accueillant 400 élèves répartis en 16 classes de quatre niveaux[47]. Les élèves sont également originaires  des communes de Saint-Pavace et Neuville-sur-Sarthe.

Coulaines ne comporte pas de lycée.

### Santé
Sur la commune a été édifiée une maison médicale regroupant un ensemble de professionnels de la santé dont :
- dentistes ;
- diététicienne ;
- infirmières ;
- kinésithérapeutes ;
- médecins ;
- orthophonistes ;
- pédopsychiatre ;
- podologues-pédicure.

Sont présents aussi dans le reste de la cité, ambulancier, audioprothésiste, laboratoire d'analyses, ostéopathes et plusieurs pharmacies.

## Population et société
Coulaines est la première ville de France à avoir ratifié en 2007 le Pacte européen des maires contre le réchauffement climatique.
La ville est classée parmi les 100 communes (41e) les plus pauvres de France et compte 50 % de logements sociaux, lesquels sont situés au cœur du quartier prioritaire « Bellevue-Carnac ». Pas moins de 47 nationalités y sont recensées.
Cependant, la ville de Coulaines a remporté le premier prix RMC « ville/commune sociale » pour son parcours d’accompagnement des jeunes.

### Démographie
L'évolution du nombre d'habitants est connue à travers les recensements de la population effectués dans la commune depuis 1793. Pour les communes de moins de 10 000 habitants, une enquête de recensement portant sur toute la population est réalisée tous les cinq ans, les populations de référence des années intermédiaires étant quant à elles estimées par interpolation ou extrapolation. Pour la commune, le premier recensement exhaustif entrant dans le cadre du nouveau dispositif a été réalisé en 2005.
En 2022, la commune comptait 8 049 habitants, en évolution de +8,08 % par rapport à 2016 (Sarthe : −0,25 %, France hors Mayotte : +2,11 %).
| 1793 | 1800 | 1806 | 1821 | 1831 | 1836 | 1841 | 1846 | 1851 |
| ---- | ---- | ---- | ---- | ---- | ---- | ---- | ---- | ---- |
| 272  | 248  | 253  | 312  | 330  | 360  | 394  | 621  | 652  |

| 1856 | 1861 | 1866 | 1872 | 1876 | 1881 | 1886 | 1891 | 1896 |
| ---- | ---- | ---- | ---- | ---- | ---- | ---- | ---- | ---- |
| 624  | 640  | 620  | 604  | 634  | 602  | 661  | 703  | 724  |

| 1901 | 1906 | 1911 | 1921 | 1926 | 1931 | 1936 | 1946  | 1954  |
| ---- | ---- | ---- | ---- | ---- | ---- | ---- | ----- | ----- |
| 718  | 745  | 752  | 729  | 846  | 848  | 920  | 1 179 | 1 408 |

| 1962  | 1968  | 1975  | 1982  | 1990  | 1999  | 2005  | 2006  | 2010  |
| ----- | ----- | ----- | ----- | ----- | ----- | ----- | ----- | ----- |
| 1 507 | 3 721 | 7 423 | 7 291 | 7 370 | 7 544 | 7 480 | 7 479 | 7 447 |

| 2015  | 2020  | 2022  | - | - | - | - | - | - |
| ----- | ----- | ----- | - | - | - | - | - | - |
| 7 464 | 7 958 | 8 049 | - | - | - | - | - | - |

### Manifestations culturelles et festivités

#### Offre culturelle
La ville de Coulaines dispose d'une salle polyvalente (Espace culturel Henri Salvador), d'une bibliothèque associative et d'un centre d'animation (L'Herberie). La saison culturelle de la ville de Coulaines compte chaque année plus de cinquante rendez-vous à destination de tout public (concerts, théâtre, lectures, danses, humour…) et une dizaine de spectacles à destination du jeune public labellisés par le Réseau jeune public de la Sarthe.
Le 24 avril 2017, la ville a fêté les trente ans de l'espace culturel Henri-Salvador en présence de Catherine Salvador et Philippe Lavil. À son ouverture en 1986, l'espace culturel est nommée salle polyvalente Les Sources. C'est seulement en 2002, sous l'impulsion du nouveau maire de la ville Christophe Rouillon, que la salle prend le nom d'espace culturel Henri-Salvador. Lors de l'inauguration en 2002, plus de 1 000 personnes ont fait le déplacement pour rencontrer Henri Salvador. En trente ans, la salle a reçu plus de 300 spectacles jeunes publics et quelque 200 spectacles tout public.
Parmi les artistes s'étant produits à Coulaines, on compte ces dernières années : Jérôme Daran (24 janvier 2010), Zaz (9 novembre 2010), Didier Bénureau (6 février 2011), Nicole Ferroni, Bérengère Krief et Donel Jacks'man (le 29 janvier 2012), Sophia Aram (17 février 2013), Walter (9 février 2014), Fills Monkey (13 novembre 2014), Pierre Perret (27 mars 2015), Alex Vizorek (27 février 2016), Frédérick Sigrist (11 mars 2017), Frédéric Fromet (18 mars 2018), Laura Laune (4 mai 2019), Marie Desroles, Paul Mirabel et Pierre Thévenoux (6 mars 2020), Sandrine Sarroche (12 mai 2022)…
En 2012, une nouvelle manifestation Livres et compagnie vient s'ajouter à l'offre culturelle de la ville. D'abord constituée de quelques rendez-vous destinés à promouvoir le livre et lecture auprès des quartiers prioritaires, l'action, soutenue dans le cadre de la politique de la ville s'étend désormais sur plus de six mois et regroupe de nombreux partenaires (Maison de la lecture, centre social les Maisons pour tous, Centre d'animation l'Herberie, les trois écoles primaires, le collège Jean-Cocteau…).
La saison culturelle de la ville de Coulaines repose en grande partie sur des partenariats reconduits chaque année (festival Bebop, Le Mans cité chansons, 25e heure du livre, Ciné ambul'72 et établissement d'enseignement artistique Djando-Reinhard, comité de jumelage…).

#### Festivités
- Depuis le XVIe siècle (1540), a lieu le lundi de Pâques à Coulaines, la fête dite « aux œufs durs » lors de laquelle sont distribués des œufs préalablement cuits à toute la population. Dans les années 70-80, c'est crus et lancés depuis le char qui fermait le défilé qu'étaient jeté les œufs aux habitants sur leurs balcons ou dans la foule avec la panique que cela pouvait engendrer.
- Depuis 1999, au début du printemps, Coulaines propose le Festival du cerf-volant. On y retrouve (si les conditions météorologiques le permettent) toutes sortes de créatures en toiles voguant au gré des vents, ainsi que toutes sortes de gadgets se servant de l'énergie éolienne.
- La Fête de la musique de Coulaines, a comme point fort le samedi soir au parc des trois vallées (bassin de rétention) un spectacle pyrotechnique.

### Sports et loisirs
- Créé en 1936, par la section football, le club omnisports de la Jeunesse sportive de Coulaines s'est, au fil des années, agrandi avec nombre de sections qui se sont ajoutées. En 2022, le club compte 27 sections pour 24 disciplines. En football, le club qui évolue alors en DH se qualifie pour la première fois de son histoire pour les 32e de finale de la Coupe de France lors de la saison 1997-1998 (défaite contre le Stade rennais 4-0). En 2017, le club fait évoluer deux équipes de football en ligue du Maine et une troisième équipe en division de district[68].
- La section basket des JS Coulaines a vu, durant la saison 2006-2007, ses deux équipes fanions (senior 1 féminin évoluant alors en Nationale 3 et sénior 1 masculin évoluant en régional 2), être éliminées en 64e de finale du trophée coupe de France. Les seniors masculins avaient réussi l'exploit d'éliminer deux équipes de Nationale 3 (dont la première, en 256e de finale, avec un écart assez important). Les JS Coulaines basket accueillent depuis plusieurs années, l'équipe cadette Sarthe féminine évoluant en championnat de France, et, depuis 2009, l'équipe féminine minime Sarthe évoluant aussi en championnat de France.
- Ville sportive, Coulaines a révélé nombre de champions tant au niveau national qu'international[réf. nécessaire], notamment en rollers avec des titres de champion d'Europe et de champion du Monde (Sandrine Plu), ainsi qu'au tennis avec Jo-Wilfried Tsonga (qui a commencé sa carrière tennistique jusqu'à l'âge de 13 ans, au Tennis club des 3 vallées à Coulaines)[69]. Jérémy Leloup, qui a été encadré aux JSCoulaines basket[70] de l'âge de sept ans jusqu'en cadet 2e année, évolue, depuis 2006, en Pro A ou en Pro-B (Le Mans SB, Vichy puis JA Dijon). Depuis 2013, Jérémy Leloup évolue à la SIG Strasbourg (avec pour entraîneur Vincent Collet), régulièrement en finale du championnat de France et finaliste de l'EuroCoupe 2015-2016. Le 7 août 2021, Alexia Chartereau et Iliana Rupert, qui avaient fait leurs débuts ensemble à Coulaines, remportent avec l’équipe de France de basket, la médaille de bronze aux Jeux Olympiques de Tokyo[71].
- En juillet 2009, le CSR Team EKOI, équipe de roller du club de Coulaines obtient la troisième place de la dixième édition des 24 Heures Rollers. Le weekend du 24 et 25 juillet 2010, cette équipe a battu quatre records du monde de roller : celui du 100 km (en 3 h 2 min 6 s), celui du parcours en 6 heures (192,547 km), celui du parcours en 12 heures (372,643 km) et celui du parcours en 24 heures (721,081 km)[réf. nécessaire]
- Coulaines a été élue ville la plus sportive des Pays de la Loire en 2002 (en 3e catégorie, c'est-à-dire entre 6000 et 10 000 habitants), et deuxième ville la plus sportive des Pays de la Loire en 2009 par le Comité régional olympique et sportif des Pays de la Loire[réf. nécessaire]. Avec 7 500 habitants environ, les JS Coulaines comptent plus de 4 000 licenciés. En 2013, la ville est nommée « ville la plus sportive des Pays de la Loire » (catégorie « Communes entre 4 000 et 8 000 habitants ») par le Comité régional olympique et sportif pour quatre ans[72]. Elle est de nouveau « ville la plus sportive des Pays de la Loire » en 2019 (catégorie « Communes entre 8 000 et 15 000 habitants ») et obtient également le label quatre flammes[73]. Le 20 novembre 2019, Coulaines est labellisée Terre de Jeux 2024 par le Comité d’organisation des Jeux olympiques de Paris 2024, afin d'être centre de préparation aux jeux des délégations étrangères[74].

## Économie et environnement

### Emploi
Selon l'Insee, la ville de Coulaines présentait un taux de chômage des 15-64 ans de 23.3 % en 2018.
Selon Pôle emploi, il y avait 1 060 demandeurs d'emploi à Coulaines en février 2022, dont 190 de moins de 25 ans.

### Entreprises et commerces
À la fin 2015, la commune présentait 339 établissements toutes catégories confondues.
Coulaines comprend une zone d’activités, le Champ fleuri, et une zone industrielle partagée avec la commune de Saint-Pavace.

### Protection de l'environnement

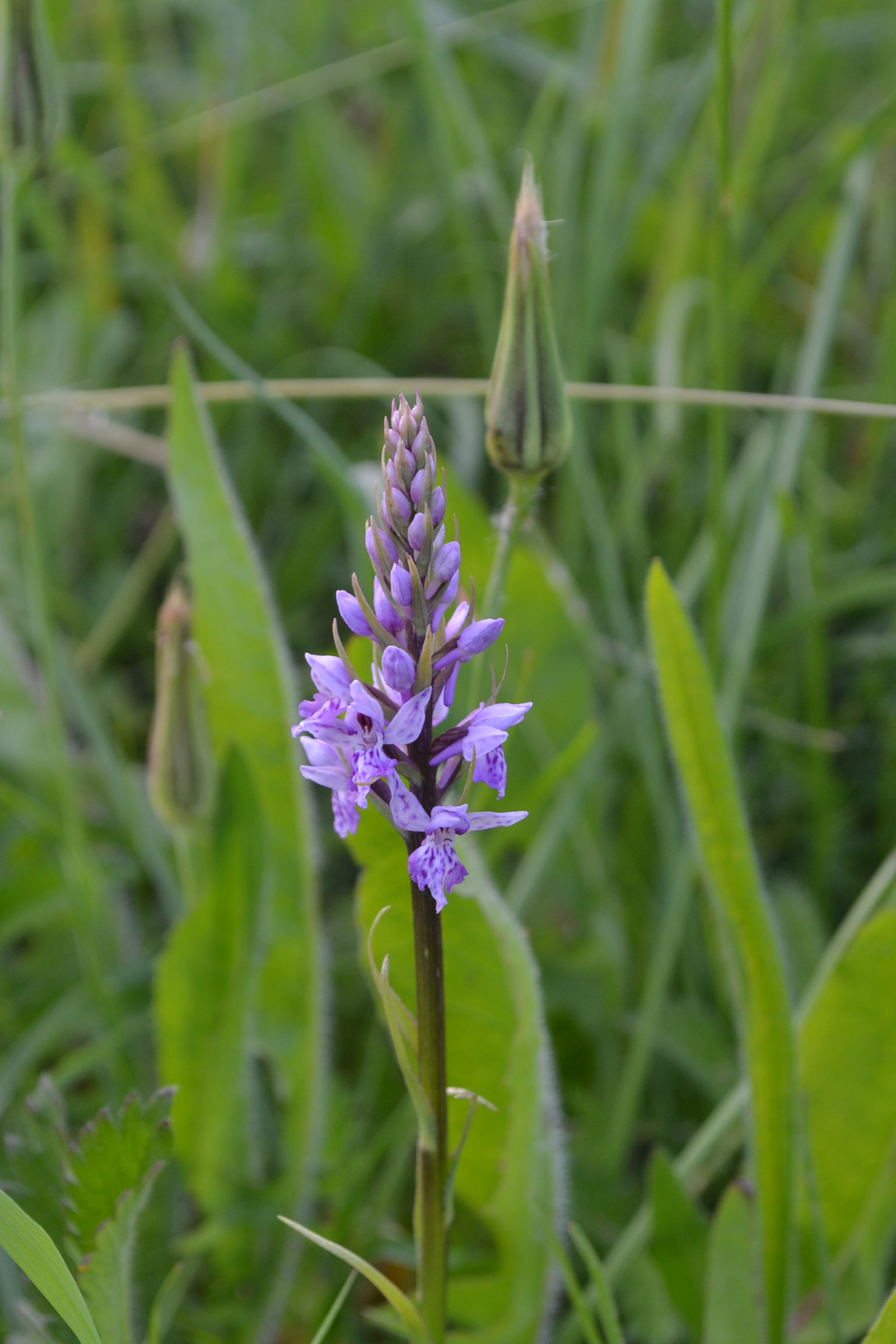
Dactylorhiza sp. (espèce à déterminer) coulaines 2018

Entre 2007 et 2018, à la suite de la mise en œuvre d'un plan d'actions en faveur des énergies durables (PAED comportant dix-neuf actions concrètes votées par le conseil municipal du 13 novembre 2013). En 2014, des chèvres et des moutons sont introduits en milieux semi-naturels pour entretenir une parcelle située en contrebas de l'arboretum, favoriser la biodiversité et réduire les émissions de gaz à effet de serre. 
La ville de Coulaines pratique la politique du 0 pesticide depuis le début des années 2000, bien avant que cette interdiction ne soit dans la législation française (loi Labbé 2019).
La commune de Coulaines, bien que péri-urbaine, possède un arboretum de 6.5 ha abritant de nombreuses essences d'arbres, à fleurs ou conifères, exotiques (tulipier de Virginie, févier d'Amérique, Sequioa géant etc) ou locales (chênes, hêtres, douglas...). On y retrouve plusieurs types de sols dont certains favorisent le développement de certaines espèces d'orchidées sauvages :
- Orchis mascula
- Orchis bouc
- Orchis pyramidal (très rare sur le secteur, seulement 1 à 3 pied aperçu par an)
- Ophrys abeille
- Dactylorhiza sp. (un seul pied aperçu en 2018, voir photo)

L'arboretum appartient à une zone appelée "chemins creux de Coulaines" où la nature cottoie l'urbain. On peut y apercevoir des espèces de mammifères (écureuils roux, lapins, taupes, musaraignes, hérissons, renards roux, chevreuil, chauves souris, rongeurs myomorphes), de nombreuses espèces de sauropsidés/oiseaux (Corbeaux, pie, geaies des chênes, pigeons, mésanges, pics, falconiformes et diverses espèces de passereaux comme la huppe fasciée), des sauropsidés/reptiles (couleuvres, lézards) et des arthropodes (nombreuses espèces de lépidoptères dont des Flambées et paon de jour, des coléoptères (Chrysmèles, Cétoine dorées), hyménoptères (différentes espèces de guêpes tels frelons européens, abeilles (Dont Xylocopes), des Syrphes (Volucelle dorée) etc).

## Culture et patrimoine

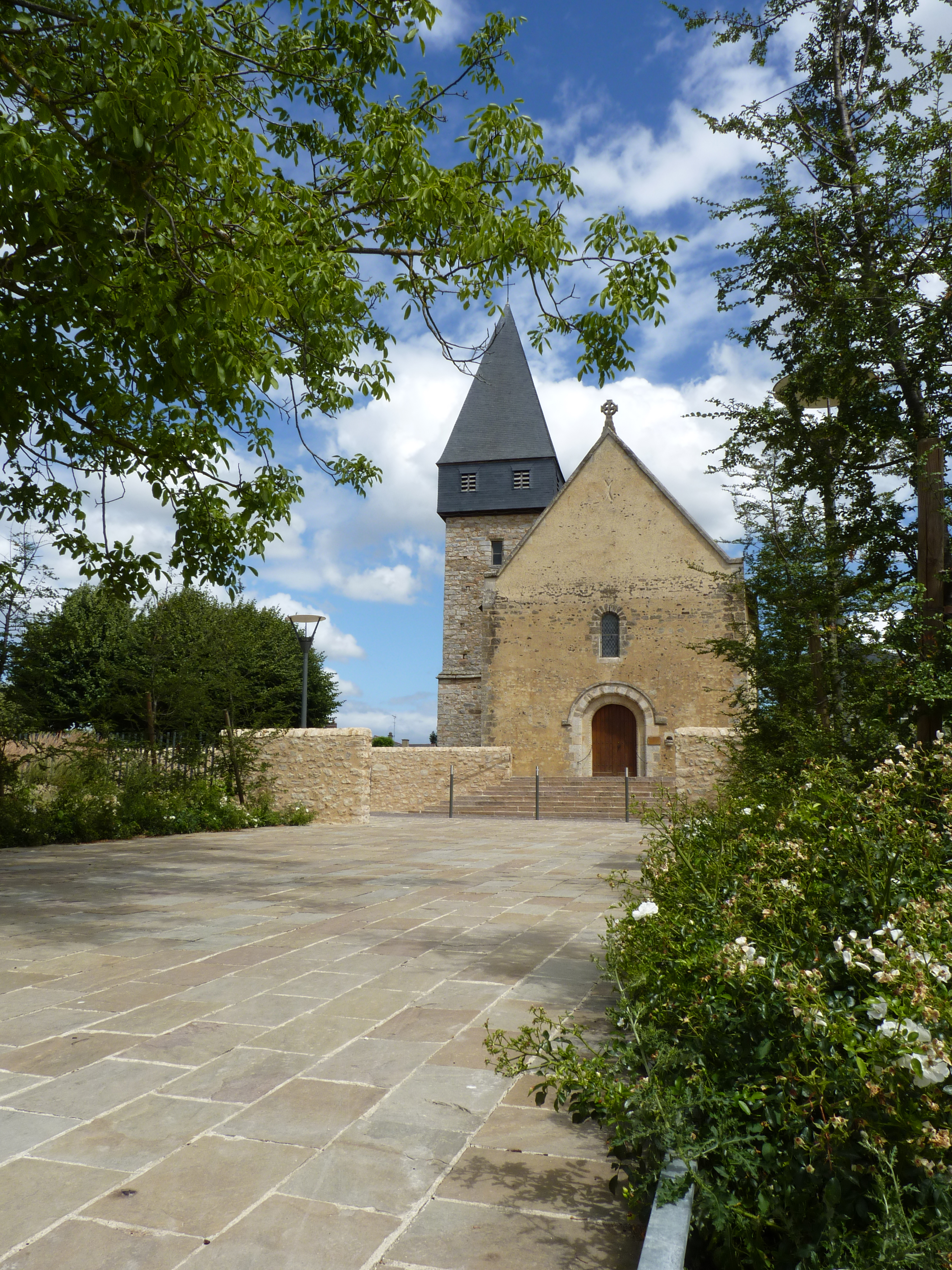
L'église Saint-Nicolas.

### Lieux et monuments
L'église Saint-Nicolas, d'époque médiévale (XIIe siècle, édifiée par l'évêque du Mans Hoël vers 1085, en même temps que sa « maison de campagne », presque en face) possède une tour hourdée de bois (rare). Sa cloche, prénommée « Gertrude » est la dernière de la célèbre sonnerie de douze cloches de l'abbaye Saint-Vincent du Mans, sauvée à la Révolution quand tout le bronze était réquisitionné. L'église est inscrite au titre des Monuments historiques par arrêté du 25 septembre 1940. Elle abrite deux bas-reliefs et quatre statues classés à titre d'objets.
L'aqueduc des Fontenelles jadis visible au lieu-dit la Chaise aux Fées, long de 4 km atteste l'occupation romaine. Son eau, provenant de Sargé, alimentait quelques édifices romains du Mans, essentiellement des fontaines et autres lieux de salubrité (vespasiennes). Le public peut voir une pièce d'environ 2 mètres de long et d'1,50 mètre de haut de cet aqueduc, sous verre, dans la zone entourant la Maison des Chemins creux de Coulaines. Cette pièce a été sauvée par Roger Crétois (autorisé par le maire de l'époque Georges Bollengier-Stragier) qui, avec l'aide d'une association de réinsertion, l'AFIC, sous la responsabilité de Marcel Boinet et Lydie Gaudin, a pu faire transférer ce tronçon (le 15 novembre 1999), dans le parc du Sidéal tenu par Patrick Salètes, directeur de l'association Sidéal. Patrick Salètes a été maître-d'œuvre du bâtiment Sidéal devenu la Maison des Chemins creux en 2005.
Four à chanvre : pendant le parcours de randonnée no 1 des Chemins creux, en passant à proximité d'un petite place occupée par un immense paulownia (arbre dont les fruits sont collants), on peut admirer un four à chanvre en parfait état de conservation, avec une description de son utilisation.

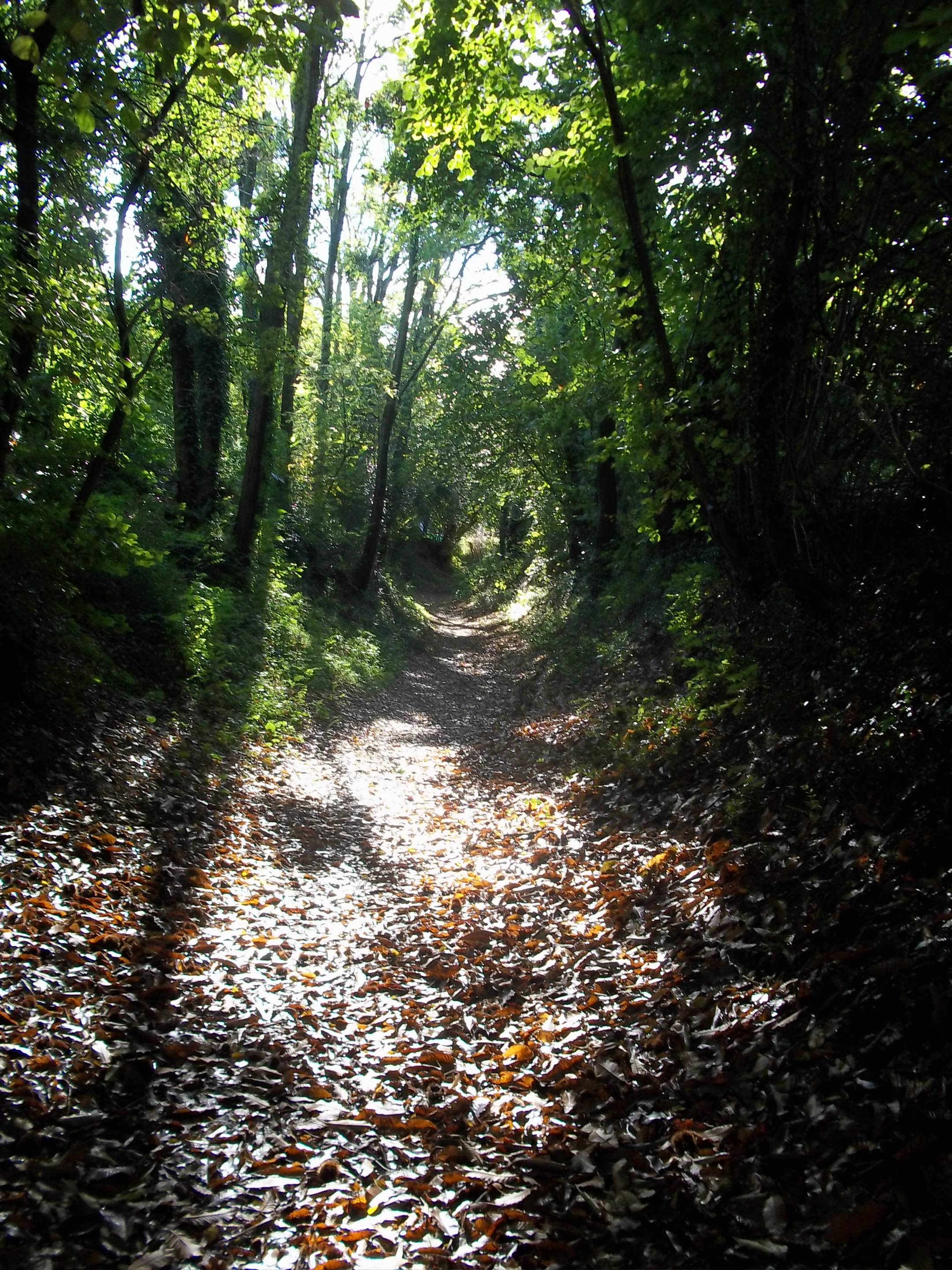
Chemin creux du boulevard nature.
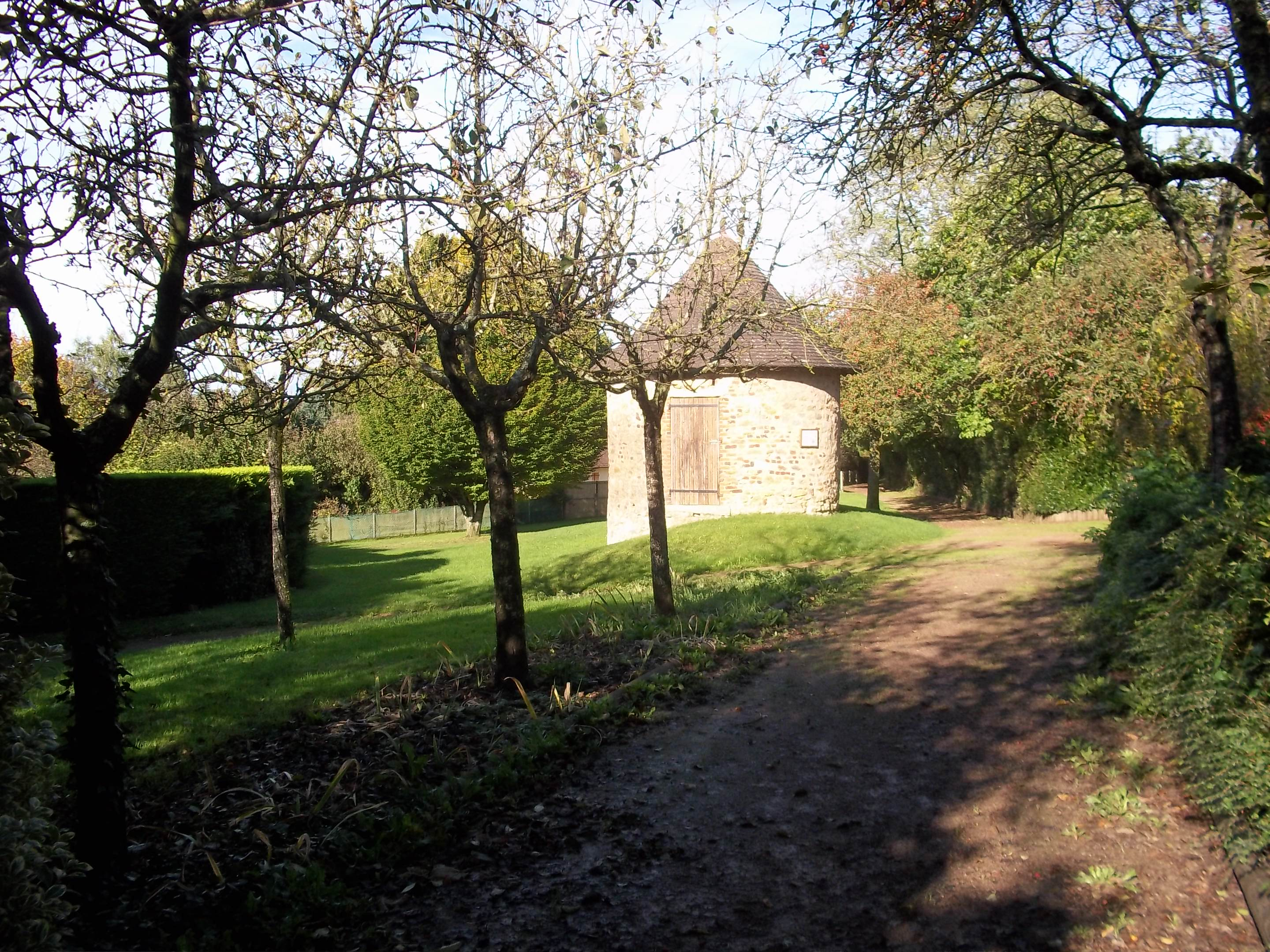
Le four à chanvre de la Closerie.
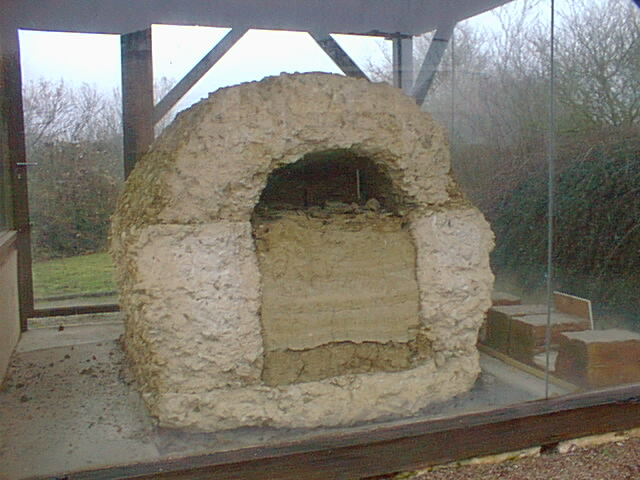
Tronçon de l'aqueduc des Fontenelles visible à la Maison des chemins creux.

### Personnalités liées à la commune
- Guy Le Clerc († 1523): religieux du XVIe siècle, membre de la famille des Le Clerc de Coulaines, une branche de celle de Juigné.
- Jean-Pierre Piet-Tardiveau (1763-1848) : homme politique, maire de Saint-Ouen, ancienne commune aujourd'hui intégrée à Coulaines.
- Germain Jousse (1895-1988) : militaire et résistant, né à Coulaines.
- Georges Bollengier-Stragier (1925-2015) : homme politique, maire de Coulaines de 1959 à 2001.
- Marie-France Hirigoyen (1949-) : psychiatre, née à Coulaines.
- Dietmar Feichtinger (1961-) : architecte à l'origine du Pôle d'excellence éducative Albert-Camus de Coulaines.
- Sereine Mauborgne (1972-) : femme politique, conseillère municipale de Coulaines de 2001 à 2003.
- Sandrine Plu (1974-) : sextuple médaillée d'or aux championnats du monde et aux championnats d'Europe de roller de vitesse, née à Coulaines et adjointe aux sports de la commune.
- Jo-Wilfried Tsonga (1985-) : joueur de tennis, formé aux Jeunesses sportives de Coulaines de ses 8 ans à ses 13 ans. Il reprend sa licence au club en 2017[82].
- Jérémy Leloup (1987-), joueur de basket-ball, licencié des Jeunesses sportives de Coulaines de 1992 à 2002.
- Lydia Belkacemi (1994-) : joueuse de football qui a débuté à Coulaines avec les garçons à l'âge de 12 ans.
- Paul Rigot (1995-) : joueur de basket-ball qui a débuté à Coulaines en 2006 à l'âge de 8 ans.
- Alexia Chartereau (1998-) : joueuse de basket-ball formée aux Jeunesses sportives de Coulaines, meilleure joueuse de la ligue féminine 2021.
- Iliana Rupert (2001-) : joueuse de basket-ball formée aux Jeunesses sportives de Coulaines, meilleure joueuse de la ligue féminine 2021-2022.